# Stephen R. Lanza

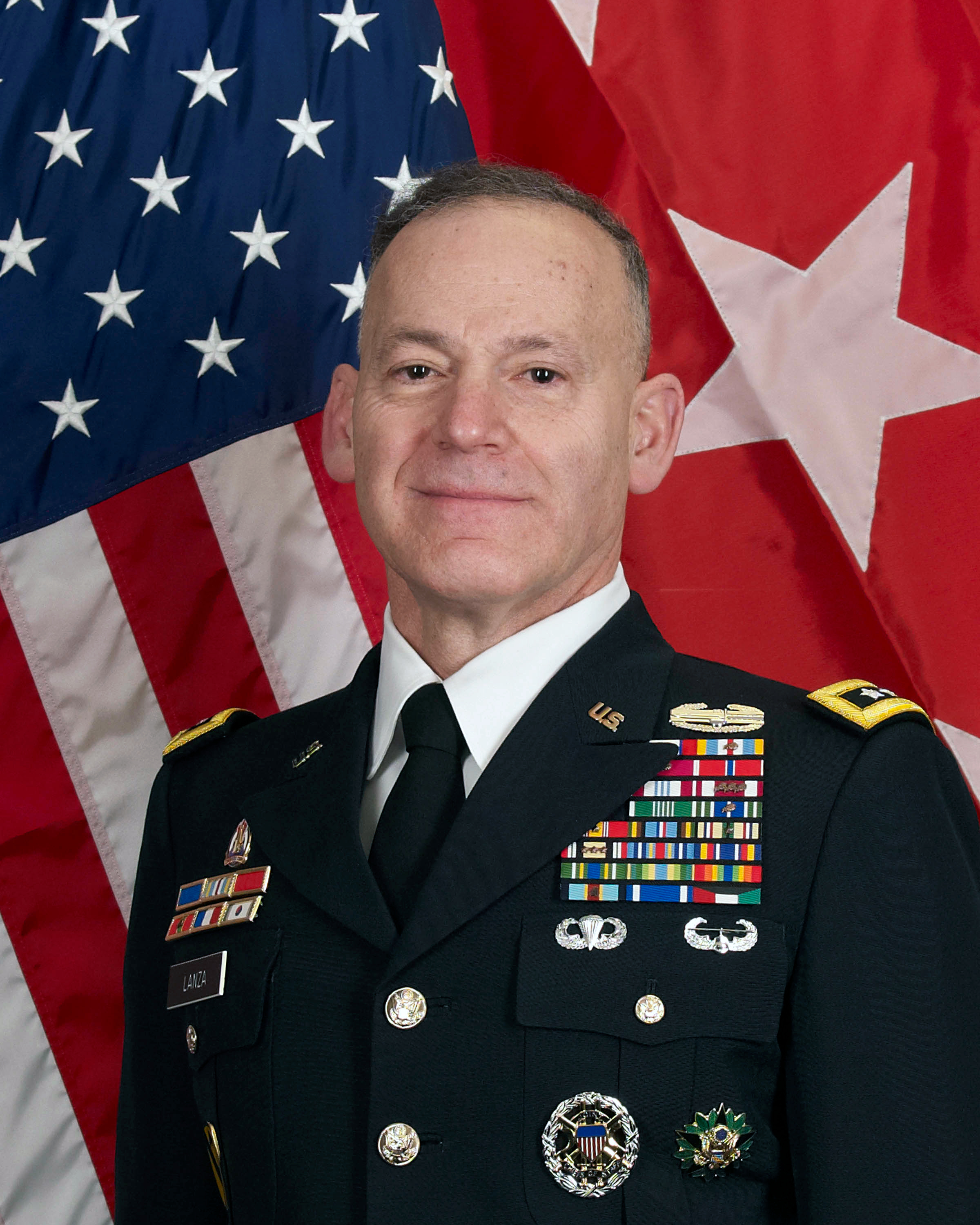
Stephen Lanza (2014)

Stephen Raymond Lanza (* 10. Mai 1957) ist ein pensionierter Generalleutnant der United States Army. Er kommandierte unter anderem das I. Korps.
In den Jahren 1976 bis 1980 durchlief Stephan Lanza die United States Military Academy in West Point. Nach seiner Graduation wurde er als Leutnant der Feldartillerie zugeteilt. In der Armee durchlief er anschließend alle Offiziersränge vom Leutnant bis zum Drei-Sterne-General.
Im Lauf seiner militärischen Karriere absolvierte Lanza verschiedene Kurse und Schulungen. Dazu gehörten unter anderem die School of Advanced Military Studies, das Command and General Staff College und das National War College. Zudem erhielt er einen akademischen Grad von der Central Michigan University.
In seinen jüngeren Jahren absolvierte er den für Offiziere in den niederen Rangstufen üblichen Dienst in verschiedenen Einheiten und Standorten. Im weiteren Verlauf seiner Laufbahn kommandierte er Einheiten auf fast allen militärischen Ebenen bis hin zum Korpskommandeur. Zwischenzeitlich wurde er auch als Stabsoffizier eingesetzt. Er nahm unter anderem am Zweiten Golfkrieg, dem Irakkrieg und der SFOR-Mission in Bosnien und Herzegowina teil.
Stephan Lanza war an verschiedenen Standorten als Stabsoffizier eingesetzt. Dazu gehörten unter anderem die United States Army Europe, das Heeresministerium sowie die Joint Chiefs of Staff. Zudem war er stellvertretender Kommandeur des V. Korps.
Zwischen Oktober 2012 und Februar 2014 hatte Lanza den Oberbefehl über die gerade reaktivierte 7. Infanteriedivision. Diese war dem I. Korps unterstellt und genau wie das Korps in Fort Lewis (Joint Base Lewis–McChord) im Bundesstaat Washington stationiert. Nach seiner Zeit als Divisionskommandeur übernahm Stephen Lanza am 6. Februar 2014 das Kommando über das I. Korps. In dieser Funktion löste er Robert Brooks Brown ab, der das Amt seit Juli 2012 innehatte. Nachdem er sein Kommando Anfang April 2017 an Gary J. Volesky übergeben hatte, schied er aus dem aktiven Militärdienst aus.
Stephen Lanza gehört dem Beratungszentrum für Klima und Sicherheit an (Center for Climate and Security Advisory Board).

## Orden und Auszeichnungen
Stephen Lanza erhielt im Lauf seiner militärischen Laufbahn unter anderem folgende Auszeichnungen:
- Army Distinguished Service Medal
- Defense Superior Service Medal
- Legion of Merit
- Bronze Star Medal
- Defense Meritorious Service Medal
- Meritorious Service Medal
- Army Commendation Medal
- Army Achievement Medal
- Presidential Unit Citation
- Joint Meritorious Unit Award
- Meritorious Unit Commendation
- Superior Unit Award
- National Defense Service Medal
- Armed Forces Expeditionary Medal
- Southwest Asia Service Medal
- Iraq Campaign Medal
- Global War on Terrorism Expeditionary Medal
- Global War on Terrorism Service Medal
- Korea Defense Service Medal
- Armed Forces Service Medal
- Army Service Ribbon
- Army Overseas Service Ribbon
- NATO-Medaille
- Republic of Korea Presidential Unit Citation (Südkorea)
- Kuwait Liberation Medal (Kuwait)